# Pseuderanthemum bicolor
Pseuderanthemum bicolor är en akantusväxtart som först beskrevs av Franz von Paula Schrank, och fick sitt nu gällande namn av Ludwig Radlkofer. Pseuderanthemum bicolor ingår i släktet Pseuderanthemum och familjen akantusväxter. Inga underarter finns listade i Catalogue of Life.